# Chinolina 2-ossidoreduttasi
La chinolina 2-ossidoreduttasi è un enzima appartenente alla classe delle ossidoreduttasi, che catalizza la seguente reazione:
chinolina + accettore + H2O ⇄ 1-isochinolinone(2H) + accettore ridotto
2-chinolinolo, 7-chinolinolo, 8-chinolinolo, 3-, 4- e 8-metilchinolina e 8-clorochinolina sono substrati. Iodonitrotetrazolo cloruro può agire come elettron-accettore.